# Садовое (Близнюковский район)
Садовое (до 1945 Старые Близнецы, Коростовка; укр. Садове) — село в Близнюковском поселковом совете Близнюковского района Харьковской области Украины.
Код КОАТУУ — 6320655102. Население по переписи 2001 г. составляет 985 (460/525 м/ж) человек.

## Географическое положение
Село Садовое находится в 2-х км от пгт Близнюки, железнодорожная станция Пост 950 км ветки Близнюки-Барвенково, примыкает к селу Вольное Второе.
В селе несколько прудов.
Рядом проходит автомобильная дорога Т-2113.

## История
- Конец XVIII века — на землях Сумарокова основано село[1] (не называвшееся Садовым).
- 1862 — дата основания согласно старому сайту Верховной Рады.
- В 19 веке земля была продана помещику Коростовцеву. Вокруг его имения жили крепостные крестьяне. В народе село называли Коростовка (укр. Короставка) — по фамилии помещика[1].
- В начале 20 века Коростовцев построил в селе больницу и начальную школу[1].
- В начале 20 века село официально называлось Старые Близнецы, так как рядом возник населённый пункт просто Близнецы (Харьковская область)[1].
- На картах РККА 1920-х-1945 годов село называется Старые Близнецы[1].
- В 1945 году Указом Президиума Верховного Совета УССР от 12 сентября село Коростовка (Старые Близнецы[1]) переименовано в Садовое[2], в честь сада, что посадили в честь освобождения села от фашистов в 1944 году.[1].
- 1957 — селу был присвоен статус «посёлок рабочего типа» (дословно)[1].
- До 1958[1] в посёлке находилась районная больница Близнецовского района.
- 20 декабря 2007 — вследствие депопуляции населения произошло снижение статуса н.п. с посёлка на село.

## Экономика
- В селе есть молочно-товарная ферма, машинно-тракторные мастерские.
- Близнюковская птицефабрика.
- Больница.
- Вокруг села большие сады.

## Культура
- Детский сад.
- Школа.
- Клуб.
- Стадион.

## Достопримечательности
- Братская могила советских воинов.